# Mario D'Agata
Mario D'Agata est un boxeur italien né le 29 mai 1926 à Arezzo et mort le 4 avril 2009 à Florence.

## Carrière
Passé professionnel en 1950, il devient champion d'Italie puis champion d'Europe EBU des poids coqs en 1953 et 1955 puis champion du monde des poids coqs le 29 juin 1956 en battant par KO au 7e round le français Robert Cohen. D'Agata perd son titre dès le combat suivant aux points contre un autre français, Alphonse Halimi, le 1er avril 1957. Il met un terme à sa carrière en 1962 sur un bilan de 54 victoires, 10 défaites et 3 matchs nuls.
Il est le seul sourd à avoir obtenu ces titres.